# Костазека (Ђенова)
Костазека је насеље у Италији у округу Ђенова, региону Лигурија.
Према процени из 2011. у насељу је живело 22 становника. Насеље се налази на надморској висини од 492 м.